# Encentrum torvitoides
Encentrum torvitoides is een raderdiertjessoort uit de familie Dicranophoridae. De wetenschappelijke naam van deze soort is voor het eerst geldig gepubliceerd in 1930 door Smirnov.